# Rotationsroman
Ein Rotationsroman ist ein im Zeitungsformat, Größe 30 mal 40 cm, hergestellter Rotationsdruck. 
Bedingt durch den Mangel an Materialien und den enormen Nachholbedarf der Leser an Literatur in der ersten Nachkriegszeit ließ Heinrich Maria Ledig-Rowohlt Romane im Rotationsdruck auf Zeitungspapier drucken („Rowohlts Rotations-Romane“). In dem Format ließ sich nach Eigenangaben des Verlags ein Viertel mehr Text unterbringen.   
Auf die Rotationsromane folgten bei Rowohlt dann die rororo Taschenbücher. Beide Formate waren auch schon in der Zeit des Nationalsozialismus verbreitet. Mit dem in Deutschland gepflegten Mythos des Neuanfangs nach der „Stunde Null“ verband sich der Mythos, dass der deutsche Literaturbetrieb aus den Rotationsromanen neu entstand.